# Zatoka Arctowskiego
Zatoka Arctowskiego (ang. Arctowski Cove) – mała zatoka u wybrzeży Wyspy Króla Jerzego w Antarktyce, będąca częścią Zatoki Admiralicji.
Nazwa nadana została przez Polską Ekspedycję Antarktyczną (1977-1979) na cześć Henryka Arctowskiego. W pobliżu znajduje się Polska Stacja Antarktyczna im. Henryka Arctowskiego. Zatokę ogranicza od południowego wschodu Przylądek Kormoranów, nieco dalej rozciąga się Zatoka Półksiężyca. Od północnego zachodu zatoka ograniczona jest przylądkiem Point Thomas, za którym leży fiord Ezcurra. 